# المحكمة العليا (هندوراس)
المحكمة العليا في هندوراس (بالإسبانية: Corte Suprema de Justicia de Honduras)‏ هي المحكمة العليا والمحكمة الدستورية وأعلى سلطة قضائية في هندوراس.

## الهيكل والسلطة والواجبات
تتكون من أربع غرف مع عدد معين من القضاة المعينين لكل غرفة على النحو المنصوص عليه في المادة 316 من الدستور:
- مدنية.
- جنائية.
- دستورية.
- عمالية.

للمحكمة أربعة عشر صلاحيات وواجبات دستورية، بما في ذلك:
1. تنظيم وتوجيه السلطة القضائية؛
2. معرفة الإجراءات القانونية المتعلقة بكبار المسؤولين في الدولة، عندما يعلن الكونغرس الوطني أنها تؤدي إلى تكوين الحقائق؛
3. تحديد الدرجة الثانية من المسائل التي اجتمعت المحاكم الاستئنافية في الدرجة الأولى؛
4. النظر في قضايا تسليم المجرمين والأخرى التي يحكم عليها وفق القانون الدولي؛
5. للنظر في الطعون بموجب الدستور والقانون؛
6. التصريح بممارسة كاتب العدل الحاصل على شهادة في القانون ؛
7. عقد جلسة الاستماع التمهيدية ضد قضاة محاكم الاستئناف؛
8. تعيين القضاة وعزلهم باقتراح من مجلس القضاء؛
9. نشر القوانين القضائية؛
10. إعداد مشروع موازنة القضاء وإرساله إلى الكونغرس؛
11. تحديد تقسيم الأراضي لأغراض قضائية؛
12. إنشاء أو حذف أو دمج أو نقل المحاكم ومحاكم الاستئناف وغيرها من وحدات السلطة القضائية؛
13. إصدار اللوائح الداخلية الخاصة بالمحكمة والأشياء الأخرى اللازمة لأداء واجباتهم؛
14. السلطات الأخرى التي يمنحها الدستور والقوانين.

## الأعضاء
تضم المحكمة 15 قاضيًا :
- خورخي ألبرتو ريفيرا أفيليس (رئيس)
- خوسيه ليديا ألفاريز
- روزاليندا كروز
- راؤول أنطونيو هنريكيز إنتريانو
- فيكتور مانويل مارتينيز سيلفا
- خورخي رييس دياز
- روزا باز
- خوسيه فرانسيسكو رويز
- أوسكار فرناندو شينشيلا بانيجاس
- خوسيه أنطونيو جوتيريز نافاس
- جاكوبو أنطونيو كاليكس هيرنانديز
- كارلوس ديفيد كاليكس فاليسيلو
- ماركو فينيسيو زونيغا ميدرانو
- جوستافو إنريكي بوستيلو بالما
- إديث ماريا لوبيز ريفيرا

### عملية الانتخاب
عملية اختيار أعضاء جدد في المحكمة العليا في هندوراس هي عملية فريدة من نوعها، تنطوي على مشاركة قطاعات مختلفة من المجتمع المدني. يتم انتخاب القضاة من قبل الكونغرس الوطني من قائمة مرشحين يقترحهم مجلس ترشيح مكون من 7 أعضاء يتألف من:
1. ممثل عن المحكمة العليا ينتخب بأغلبية ثلثي القضاة؛
2. ممثل عن نقابة المحامين في هندوراس منتخب في الجمعية؛
3. المفوض الهندوراسي لحقوق الإنسان؛
4. ممثل عن المجلس الهندوراسي للمشاريع الخاصة، منتخب في الجمعية؛
5. ممثل عن كلية الحقوق، من خلال جامعة هندوراس الوطنية المستقلة؛
6. ممثل منتخب من قبل منظمات المجتمع المدني؛
7. ممثل عن النقابات العمالية.